# Uma Thurman
Pour les articles homonymes, voir Thurman.
Uma Thurman, née le 29 avril 1970 à Boston (Massachusetts), est une actrice, productrice et mannequin américaine.
Elle est surtout connue pour ses rôles dans des films écrits et réalisés par Quentin Tarantino, comme Pulp Fiction (1994) et le diptyque Kill Bill : Volume 1 / Volume 2 (2003-2004).

## Biographie

### Jeunesse et formation
Uma Karuna Thurman naît le 29 avril 1970 à Boston, dans le Massachusetts, de Robert A. F. Thurman et de sa seconde femme, Nena von Schlebrügge. Robert Thurman — qui était professeur de religion à l'Amherst College dans la petite ville d'Amherst, dans l'Ouest du Massachusetts — fut le premier Américain ordonné moine suivant la tradition du bouddhisme tibétain, en 1964. Il a étudié avec le dalaï-lama. Uma, dont les trois frères, Dechen, Ganden et Mipam, ont reçu un prénom tibétain, porte pour sa part celui de « Uma » (qui veut dire en tibétain : དབུ་མ་, « voie du milieu »), qui est également l'un des noms (en sanskrit : उमा) de la déesse Parvati ; son deuxième prénom, Karuna, signifie « compassion » en sanskrit (करुणा). Sa mère, Nena von Schlebrügge, née d'un père allemand et d'une mère suédoise, a été mannequin pour Ford Models avant de devenir psychothérapeute. Elle avait épousé en premières noces Timothy Leary, le « pape du LSD », que lui avait présenté le peintre Salvador Dalí. La mère d'Uma Thurman divorça en 1965 et se remaria avec l'enseignant bouddhique en 1967.
Ainsi, dans l'ambiance d'une famille intellectuelle et bohème, marquée par la Beat Generation, l'éducation d'Uma Thurman ne pouvait que l’inciter à développer son indépendance et sa liberté d’esprit.
Elle grandit à Amherst, mais passe aussi quelque temps en Inde avec ses parents. C'est à 15 ans qu'elle décide de voler de ses propres ailes et part pour New York pour y devenir mannequin. Elle signe avec l'agence Click Models. Par la suite, elle est remarquée par un producteur.

### Révélation (1987-1994)

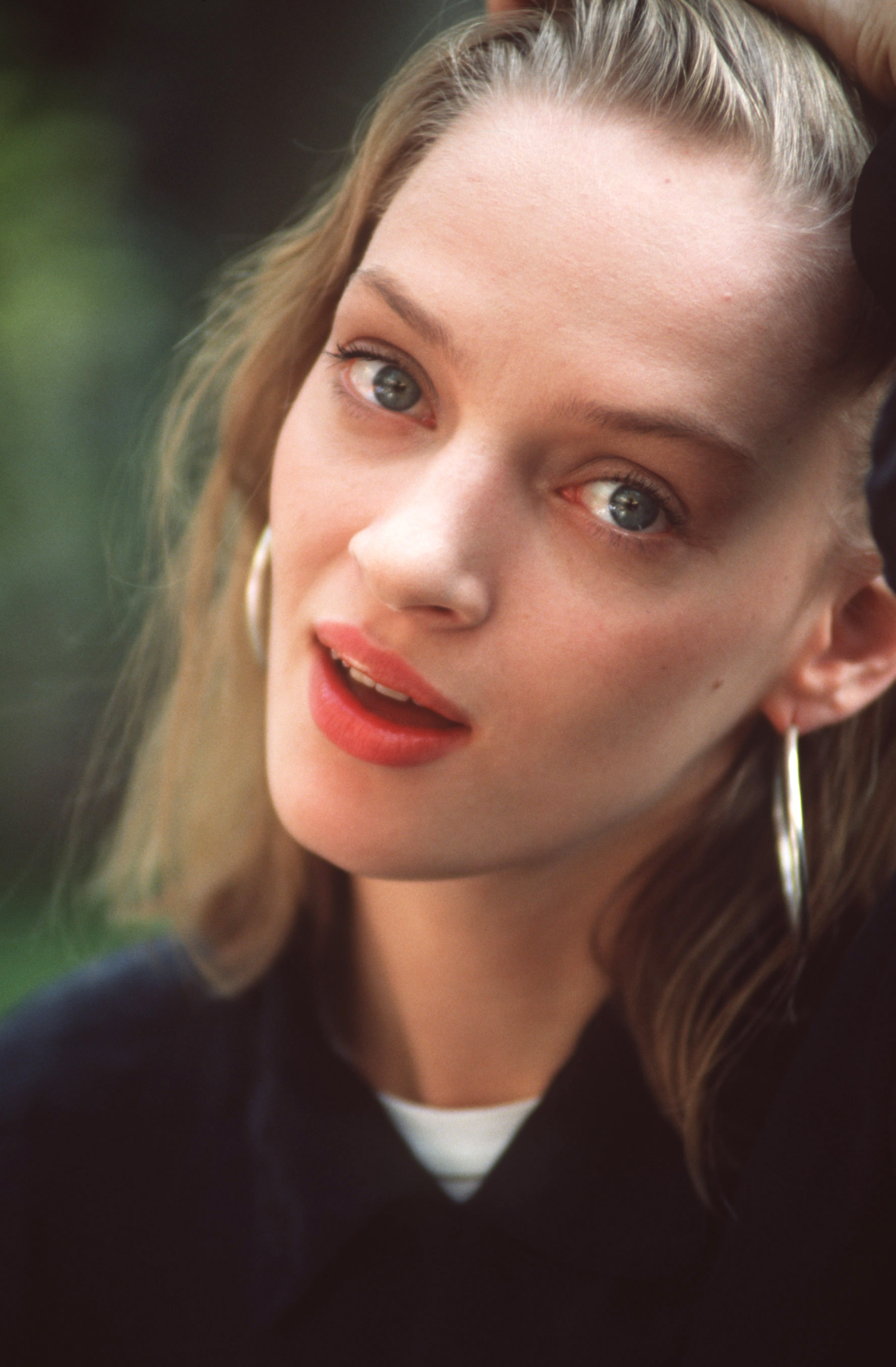
L'actrice au Festival du film de Venise 1994.

Elle apparaît pour la première fois à l'écran en 1987, avec un premier rôle, celui d'une femme fatale dans le thriller indépendant Kiss Daddy Goodnight. Elle enchaîne avec la comédie Johnny Be Good, aux côtés du jeune Robert Downey Jr..
En 1988, avec ses films suivants, elle s'impose auprès du grand public : d'abord avec Les Aventures du baron de Münchhausen, où elle incarne une déesse Vénus juvénile, pulpeuse et libérée, puis surtout Les Liaisons dangereuses où, personnifiant la naïve Cécile de Volanges, elle apporte le soupçon de perversité requis par le rôle, dans un casting haut de gamme : Glenn Close, John Malkovich et Michelle Pfeiffer.
Elle enchaîne dès lors les projets, misant fréquemment sur son image sexy et froide : elle incarne ainsi une criminelle psychopathe face à Kim Basinger et Richard Gere dans Sang chaud pour meurtre de sang-froid (1992), une jeune prostituée timide aux côtés de Robert De Niro dans Mad Dog and Glory (1993) et une auto-stoppeuse aux pouces démesurés dans le film de Gus Van Sant, Even Cowgirls Get the Blues (1993).
Mais c'est l’immense succès de Pulp Fiction de Quentin Tarantino en 1994, Palme d'or à Cannes, qui la sacre star internationale, et sa performance dans le rôle de Mia Wallace lui vaut une nomination à l’Oscar du meilleur second rôle féminin. La même année, elle est membre du jury de la Mostra de Venise 1994, sous la présidence de David Lynch.

### Confirmation difficile (1995-2000)
Elle apparaît ensuite dans deux comédies, une indépendante, Beautiful Girls, et une plus populaire, Entre chiens et chats. Mais le succès de Pulp Fiction lui permet surtout de décrocher des rôles dans de grosses productions : en 1997, elle prête ses traits à la vénéneuse Dre Pamela Isley / Poison Ivy dans le quatrième Batman, Batman et Robin. Puis elle est choisie par Andrew Niccol pour tenir le premier rôle de son ambitieux thriller de science-fiction, Bienvenue à Gattaca. Le premier est un échec critique cuisant, rapidement considéré comme un ratage artistique, en revanche, le second, un flop commercial, reçoit d'excellentes critiques et devient un film culte.
L'année suivante, elle alterne aussi les genres : elle prête ses traits à Fantine dans Les Misérables, de Bille August, mais elle incarne aussi une nouvelle Emma Peel dans l'adaptation de la série britannique Chapeau melon et bottes de cuir signée Jeremiah S. Chechik. Le film connaît cependant de nombreux problèmes de production, le résultat final est éreinté par la critique et fait un flop au box-office.
En 1999, elle tente donc de revenir vers un cinéma plus proche de celui de ses débuts : elle est au casting du Woody Allen, Accords et Désaccords, et surtout endosse à nouveau des robes d'époque dans les premiers rôles féminins de Vatel de Roland Joffé et La Coupe d'or de James Ivory. Les critiques et le public accueillent tièdement ces deux longs-métrages.

### Kill Billet tête d'affiche (années 2000)

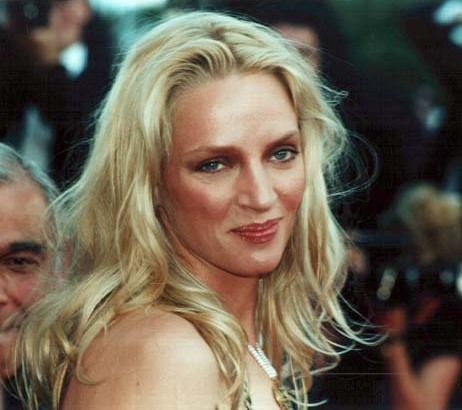
L'actrice au Festival de Cannes de 2000, pour La Coupe d'or.

En 2000, elle renoue avec le cinéma indépendant avec un film sombre et intimiste, Chelsea Walls, première réalisation de l'acteur Ethan Hawke, son mari à la ville. Et elle fait partie des trois têtes d'affiche de l'expérimental Tape, de Richard Linklater. Les deux films passent inaperçus. C'est alors que Quentin Tarantino vient relancer sa carrière.
En 2003, le cinéaste la révèle en effet une nouvelle fois avec Kill Bill : Volume 1. Cette grosse production ambitieuse, qui rend hommage au cinéma d'action japonais, fait de l'actrice une héroïne des temps modernes, toute en violence et colère. Elle incarne celle qu'on appelle La Mariée, alias Beatrix Kiddo, dans une seconde partie, Kill Bill : Volume 2, qui sort en 2004. Cette fois, c'est le western spaghetti que le réalisateur parodie à travers des scènes de combat une fois encore spectaculaires et chorégraphiées avec soin. Lors du tournage de ce film en 2003, elle est victime d'un accident de voiture dans une scène où elle doit rouler vite les cheveux au vent. Elle est blessée... mais cet incident ne sera révélé par elle-même que des années plus tard. 
Thurman capitalise cependant sur ce nouveau succès avec des projets bancals : tout d'abord, le film d'action Paycheck, de John Woo, qui l'oppose à Ben Affleck, déçoit critiques et public. Puis, en 2005, la suite de Get Shorty, Be Cool, réalisée par F. Gary Gray, est également reçue fraîchement par la critique. La comédie romantique Petites Confidences (à ma psy), qui l'oppose à la valeur sûre Meryl Streep passe inaperçue. Enfin, la comédie musicale Les Producteurs, adaptation cinématographique par Susan Stroman de la pièce de Broadway, est un flop au box-office.
En 2006, elle revient dans un film d'action : Ma super ex, comédie romantique parodiant les films de super-héros, mise en scène par Ivan Reitman. Le film divise la critique et connaît un succès modeste au box-office.
Le 7 février 2006, elle reçoit en France la décoration de chevalier de l'ordre des Arts et des Lettres.
En 2007, elle s'aventure dans le thriller fantastique La Vie devant ses yeux, de Vadim Perelman, mais défend aussi une nouvelle comédie romantique, Un mari de trop, de Griffin Dunne. Deux nouveaux échecs.
En 2009, elle n'a pas plus de chance avec la comédie Maman, mode d'emploi, de Katherine Dieckmann. Le film, dont elle est la tête d'affiche, est mal reçu par la critique et le public.
Les années 2010 seront donc placées sous le sceau des seconds rôles.

### Passage au second plan (années 2010)

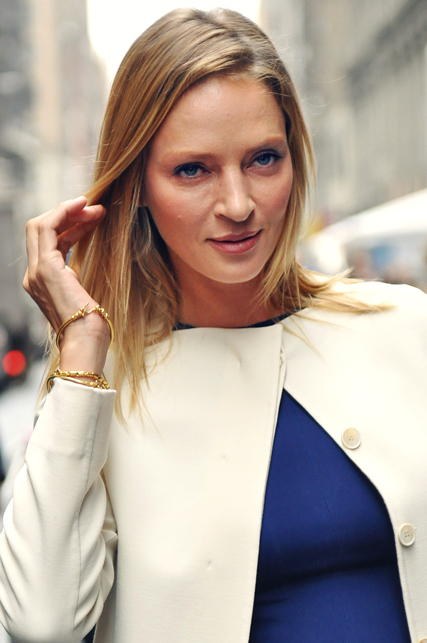
Uma Thurman en 2011.

En février 2010 elle fait partie du jury du Festival international du film pour enfants de New York, rôle qu'elle assurera en 2011, 2012, 2014, 2017, 2018 et 2019.
En 2010, elle apparaît dans le spot TV de publicité pour la dernière Alfa Romeo Giulietta. Côté cinéma, elle joue le rôle de Méduse dans le blockbuster pour enfants, Percy Jackson : Le Voleur de foudre, de Chris Columbus. Elle est aussi à l'affiche d'une nouvelle romance, Le Fiancé de trop, de Max Winkler.
En 2011, elle est membre du jury, présidé par Robert De Niro, lors du Festival de Cannes. Elle y retrouve également le réalisateur français Olivier Assayas, avec qui elle avait déjà partagé le jury de la Mostra de Venise en 1994.
La même année, elle apparaît dans le nouveau spot TV de la marque Schweppes dont la réalisation est confiée au photographe David LaChapelle, devenant, après  Nicole Kidman, la nouvelle égérie de la marque de boisson. En 2014, elle est remplacée par Penélope Cruz.
En 2012, elle tente un retour en costumes avec l'adaptation Bel Ami, de Declan Donnellan et Nick Ormerod. Dans cette co-production européenne, elle incarne Madeleine Forestier, face au jeune Robert Pattinson dans le rôle-titre. Le film passe inaperçu. Elle fait aussi partie de la distribution féminine entourant Gerard Butler dans la comédie romantique Love Coach, de Gabriele Muccino : un film éreinté par la critique. Enfin, ses scènes du thriller Savages, d'Oliver Stone, sont finalement coupées au montage.
En revanche, son incursion à la télévision pour quelques épisodes de la série télévisée Smash est saluée par une nomination pour un Primetime Emmy Award de la meilleure actrice invitée dans une série télévisée dramatique.

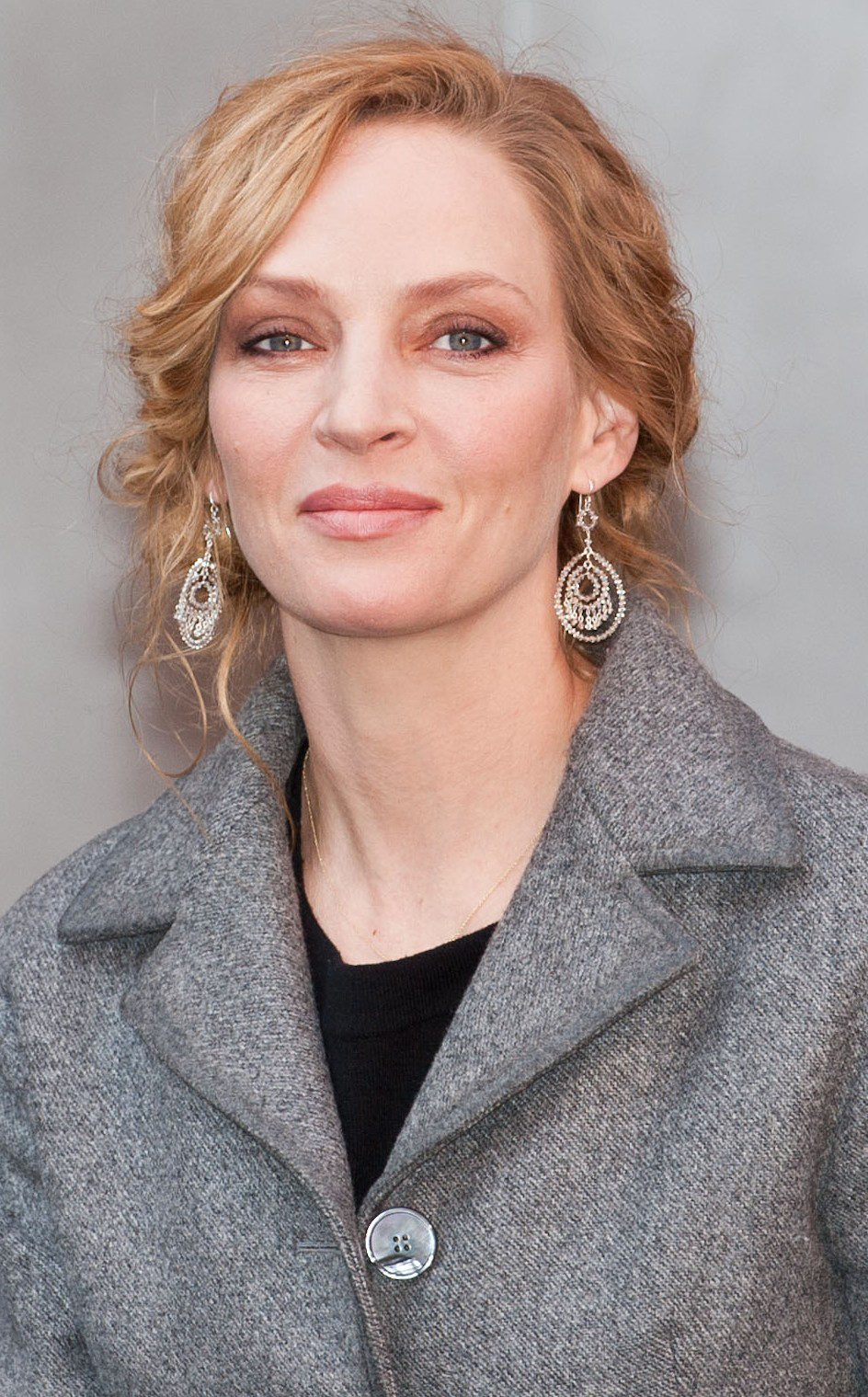
Uma Thurman, à la conférence de presse de Nymphomaniac lors du Festival de Berlin 2014.

En 2013, elle fait partie de la distribution du film expérimental et controversé Nymphomaniac, de Lars von Trier. Le film est présenté au 64e Festival de Berlin en février 2014. Elle fait aussi partie du casting du film à sketches My Movie Project de James Duffy,  les critiques sont catastrophiques. Son rôle dans Nymphomaniac lui permet cependant de décrocher quelques citations.
En 2015, elle tient un petit rôle dans la comédie dramatique À vif !, avec Bradley Cooper dans le rôle principal.
En 2016, elle devait jouer dans L'Extraordinaire Voyage du fakir qui était resté coincé dans une armoire Ikea de Marjane Satrapi, mais le film est finalement réalisé par Ken Scott, avec un casting totalement différent.
Lors du festival de Cannes 2017 elle préside le jury Un certain regard, succédant ainsi à Marthe Keller. Quelques semaines plus tard, en juillet, elle fait ses premiers pas à Broadway dans la pièce The Parisian Woman, de Beau Willimon, avant de retrouver Lars von Trier pour le thriller horrifique The House that Jack Built en 2018.
En 2019, très rare à la télévision, elle accepte d'être à l'affiche de la série, mélangeant horreur et science-fiction, Chambers distribuée par Netflix. Mais ce programme peine à convaincre la critique et les téléspectateurs. La série est donc annulée à l'issue de sa première saison.
En 2020, elle poursuit dans la comédie Mon grand-père et moi (The War with Grandpa) de Tim Hill, avec la présence de Robert de Niro, Jane Seymour ou encore Christopher Walken.

### Vie privée
Elle est mariée de 1990 à 1992 à l'acteur britannique Gary Oldman.
Elle épouse ensuite l'acteur américain Ethan Hawke avec lequel elle a deux enfants, une fille, Maya Thurman-Hawke (également actrice), née le 8 juillet 1998 et un garçon, Levon Roan, né le 15 janvier 2002. Ils sont divorcés depuis 2004.
En juin 2008, elle se fiance avec le milliardaire français d'origine britannique Arpad Busson (en), ex-mari d'Elle Macpherson. Après avoir rompu leurs fiançailles en 2009, l'actrice révèle à la presse fin février 2012 qu'elle est enceinte de son troisième enfant à l'âge de 41 ans. Elle accouche le 15 juillet 2012 d'une petite fille nommée Rosalind Arusha Arkadina Altalune Florence Thurman-Busson, surnommée Luna.
En octobre 2017, alors que l'affaire Weinstein débute, elle fait partie des nombreuses actrices et célébrités du cinéma qui accusent le producteur d'agressions sexuelles et de harcèlement, accusation dont elle témoignera le 3 février 2018, affirmant que Harvey Weinstein l'a « poussée et a essayé de se jeter sur elle et de se déshabiller » dans sa chambre d'hôtel, à Londres. Le lendemain de l'altercation, elle reçoit un bouquet de roses de la part de l'accusé avec le mot : « Tu as de très bons instincts. »
En soutien aux femmes du Texas contre la loi sur l'avortement, Uma Thurman révèle en 2021 avoir avorté lorsqu'elle était adolescente.

## Filmographie

### Cinéma

#### Longs métrages

##### Années 1980
- 1984 : Nausicaä de la Vallée du vent de Hayao Miyazaki : Kushana (voix)
- 1987 : Kiss Daddy Goodnight de Peter Ily Huemer : Laura
- 1988 : Toutes folles de lui (Johnny Be Good) de Bud S. Smith : Georgia Elkans
- 1988 : Les Aventures du baron de Münchausen (The Adventures of Baron Munchausen) de Terry Gilliam : Vénus / Rose
- 1988 : Les Liaisons dangereuses de Stephen Frears : Cécile de Volanges

##### Années 1990
- 1990 : Tout pour réussir (Where the Heart Is) de John Boorman : Daphne McBain
- 1990 : Henry et June de Philip Kaufman : June Miller
- 1991 : Robin des Bois (Robin Hood) de John Irvin : Dame Marianne
- 1991 : Sang chaud pour meurtre de sang-froid (Final Analysis) de Phil Joanou : Diana Baylor
- 1992 : Jennifer 8 de Bruce Robinson : Helena Robertson
- 1993 : Mad Dog and Glory de John McNaughton : Glory
- 1993 : Even Cowgirls Get the Blues de Gus Van Sant : Sissy Hankshaw
- 1994 : Pulp Fiction de Quentin Tarantino : Mia Wallace
- 1995 : Amours et Jalousies (A Month by the Lake) de John Irvin : Miss Beaumont
- 1996 : Beautiful Girls de Ted Demme : Andera
- 1996 : Entre chiens et chats (The Truth About Cats and Dogs) de Michael Lehmann : Noëlle
- 1997 : Batman et Robin (Batman and Robin) de Joel Schumacher : Dre Pamela Isley / Poison Ivy
- 1997 : Bienvenue à Gattaca (Gattaca) d'Andrew Niccol : Irene Cassini
- 1998 : Les Misérables de Bille August : Fantine
- 1998 : Chapeau melon et bottes de cuir (The Avengers) de Jeremiah S. Chechik : Emma Peel
- 1999 : Accords et Désaccords (Sweet and Lowdown) de Woody Allen : Blanche

##### Années 2000
- 2000 : Vatel de Roland Joffé : Anne de Montausier
- 2000 : La Coupe d'or (The Golden Bowl) de James Ivory : Charlotte Stant
- 2001 : Tape de Richard Linklater : Amy
- 2001 : Chelsea Walls de Ethan Hawke : Grace
- 2003 : Kill Bill : Volume 1 de Quentin Tarantino : Beatrix Kiddo, alias La Mariée / Black Mamba
- 2003 : Paycheck de John Woo : Dre. Rachel Porter
- 2004 : Kill Bill : Volume 2 de Quentin Tarantino : Beatrix Kiddo, alias La Mariée / Black Mamba
- 2005 : Be Cool de F. Gary Gray : Edie Athens
- 2005 : Petites Confidences (à ma psy) (Prime) de Ben Younger : Rafi Gardet
- 2005 : Les Producteurs (The Producers) de Susan Stroman : Ulla
- 2006 : Ma super ex (My Super Ex-Girlfriend) d'Ivan Reitman : G-Girl / Jenny Johnson
- 2007 : La Vie devant ses yeux (The Life Before Her Eyes) de Vadim Perelman : Diana McFee
- 2008 : Un mari de trop (The Accidental Husband) de Griffin Dunne : Dre Emma Lloyd (également productrice)
- 2009 : Maman, mode d'emploi (Motherhood) de Katherine Dieckmann : Eliza Welsh

##### Années 2010
- 2010 : Percy Jackson : Le Voleur de foudre (Percy Jackson & the Olympians: The Lightning Thief) de Chris Columbus : Méduse
- 2010 : Le Fiancé de trop (Ceremony) de Max Winkler : Zoe
- 2012 : Bel Ami de Declan Donnellan et Nick Ormerod : Madeleine Forestier
- 2012 : Love Coach (Playing for Keeps) de Gabriele Muccino : Patti
- 2012 : Savages d'Oliver Stone : la mère d'Ophelia (scènes coupées au montage)
- 2013 : My Movie Project (Movie 43) de James Duffy : Loïs Lane - sketch Super Hero Speed Dating
- 2013 : Nymphomaniac de Lars von Trier : Madame H dans le Volume I
- 2015 : À vif ! (Burnt) de John Wells : Simone
- 2018 : Les As de l'arnaque (The Con is On) de James Oakley : Harriet Fox
- 2018 : Blackwood, le pensionnat (Down a Dark Hall) de Rodrigo Cortés : Madame Duret
- 2018 : The House that Jack Built de Lars von Trier : la première dame

##### Années 2020
- 2020 : Mon grand-père et moi (The War with Grandpa) de Tim Hill : Sally
- 2022 : Hollywood Stargirl de Julia Hart : Roxanne Martel
- 2023 : My Dear F***ing Prince (Red, White & Royal Blue) de Matthew López : Ellen Claremont
- 2023 : The Kill Room de Nicol Paone : Patrice
- 2024 : Oh, Canada de Paul Schrader : Emma / Gloria
- 2025 : The Old Guard 2 de Victoria Mahoney : Discord
- 2025 : Ballerina Overdrive de Vicky Jewson

#### Courts métrages
- 1996 : Duke of Groove de Griffin Dunne : Maya
- 2007 : Mission zéro de Kathryn Bigelow : Uma
- 2014 : The Mundane Goddess de Henco J. : Hera
- 2014 : The Gift d'Ivan Petukhov : Miss Anderson
- 2014 : Jump! de Jessica Valentine : Wendy
- 2023 : The Calm de Sam Hargrave

### Télévision

#### Téléfilms
- 2002 : Debby Miller, une fille du New Jersey (Hysterical Blindness) de Mira Nair : Debby Miller (également productrice exécutive)
- 2008 : My Zinc Bed d'Anthony Page : Elsa Quinn
- 2008 : A Muppets Christmas: Letters to Santa de Kirk R. Thatcher (en) : Joy

#### Séries télévisées
- 2012 : Smash : Rebecca Duvall
- 2014 : American Dad! : Gwen Ling (voix)
- 2015 : The Slap : Anouk
- 2017 :  Imposters : Lenny Cohen (rôle récurrent - 6 épisodes)
- 2019 : Chambers : Nancy Lefevre
- 2022 : Super Pumped, la face cachée d'Uber (Super Pumped: The Battle for Uber) : Arianna Huffington
- 2022 : Suspicion : Katherine Newman
- 2025 : Dexter: Resurrection : Charley

### Clip vidéo
- 1993 : Just Keep Me Moving de K.d. lang réalisé par Gus Van Sant : l'auto-stoppeuse

## Distinctions
Note : Cette section récapitule les principales récompenses et nominations obtenues par Uma Thurman. Pour une liste plus complète, se référer à la base de données IMDb.

### Récompenses
- Cognac Festival du Film Policier 1993 : Prix du jury "Coup de Chapeau" de la meilleure interprétation dans Jennifer 8.
- 1995 : MTV Movie Awards de la meilleure séquence de danse partagée avec John Travolta pour Pulp Fiction.
- 1998 : Blockbuster Entertainment Awards de la meilleure actrice dans un film de science-fiction pour Batman et Robin.
- Gotham Independent Film Awards 2001 : Lauréat du Prix de la meilleure actrice.
- 2003 : Golden Globes de la meilleure actrice dans une mini-série ou un téléfilm pour Hysterical Blindness.
- 2004 : Empire Awards de la meilleure actrice pour Kill Bill : Volume 1.
- 2004 : International Cinephile Society Awards de la meilleure actrice pour Kill Bill : Volume 1 (2003).
- MTV Movie Awards 2004 :
  - meilleure interprétation féminine  pour Kill Bill : Volume 1.
  - meilleure combat partagée avec Chiaki Kuriyama pour Kill Bill : Volume 1.
- 2004 : NRJ Ciné Awards du meilleure look pour Kill Bill : Volume 1 et pour Kill Bill : Volume 2.
- 2004 : Saturn Award de la meilleure actrice pour Kill Bill : Volume 1.
- 2005 : Jupiter Award de la meilleure actrice étrangère pour Kill Bill : Volume 1 et pour Kill Bill : Volume 2.
- 2005 : MTV Movie Awards du meilleur combat partagée avec Daryl Hannah pour Kill Bill : Volume 2.
- Russian National Movie Awards 2005 : Georges Award de la meilleure actrice
- 2006 : Uma Thurman est faite chevalière de l'ordre des Arts et des Lettres le 7 février 2006[12].
- 2009 : Lauréat du Prix pour l'ensemble de sa carrière lors du Chicago International Film Festival[13]
- 2009 : Boston Film Festival de la meilleure actrice pour Maman mode d'emploi.
- 2012 : Lauréat du Prix pour de la femme de l'année lors du Elle Women in Hollywood Awards.
- Bambi Awards 2014 : meilleure actrice de film
- Festival international du film de Stockholm 2014 : Achievement Award[14]
- David di Donatello Awards 2019 : Special David

### Nominations
- 1991 : National Society of Film Critics Awards de la meilleure actrice dans un second rôle pour Henry et June (1990) et pour Tout pour réussir (1990).
- 1994 : New York Film Critics Circle Awards de la meilleure actrice dans un second rôle pour Pulp Fiction (1994).
- 1995 : American Comedy Awards de la meilleure actrice pour Pulp Fiction.
- 1995 : Academy Awards de la meilleure actrice dans un second rôle pour Pulp Fiction.
- 1995 : BAFTA Awards de la meilleure actrice pour Pulp Fiction.
- 1995 : Chicago Film Critics Association Awards de la meilleure actrice dans un second rôle pour Pulp Fiction .
- 1995 : Chlotrudis Awards de la meilleure actrice dans un second rôle pour Pulp Fiction.
- 1995 : Dallas-Fort Worth Film Critics Association Awards de la meilleure actrice dans un second rôle  pour Pulp Fiction.
- 1995 : David di Donatello Awards de la meilleure actrice étrangère pour Pulp Fiction.
- 1995 : Golden Globes de la meilleure actrice dans un second rôle  pour Pulp Fiction.
- 1995 : MTV Movie Awards de la meilleure performance féminine pour Pulp Fiction.
- 1995 : National Society of Film Critics Awards de la meilleure actrice dans un second rôle pour Pulp Fiction.
- 1995 : Oscar de la meilleure actrice dans un second rôle pour Pulp Fiction.
- 1995 : Razzie Awards de la pire actrice pour Even Cowgirls Get the Blues.
- 1995 : Screen Actors Guild Awards de la meilleure actrice dans un second rôle pour Pulp Fiction.
- 1998 : Kids' Choice Awards de la meilleure actrice pour Batman et Robin.
- 1998 : Razzie Awards de la pire actrice dans un second rôle pour Batman et Robin.
- Razzie Awards 1999 : 
  - pire actrice pour Chapeau melon et bottes de cuir.
  - pire couple pour Chapeau melon et bottes de cuir partagée avec Ralph Fiennes.
- 2002 : Independent Spirit Awards de la meilleure actrice dans un second drôle pour Tape.
- 2003 : Online Film & Television Association de la meilleure actrice dans une mini-série pour Hysterical Blindness.
- 2003 : Screen Actors Guild Awards de la meilleure actrice dans une mini-série ou un téléfilm pour Hysterical Blindness.
- 2004 : BAFTA Awards de la meilleure actrice pour Kill Bill : Volume 1.
- 2004 : Golden Globes de la meilleure actrice dans un film dramatique pour Kill Bill : Volume 1.
- 2004 : Irish Film and Television Awards de la meilleure actrice internationale pour Kill Bill : Volume 2.
- 2004 : Las Vegas Film Critics Society Awards de la meilleure actrice pour Kill Bill : Volume 1.
- 2004 : MTV Movie Awards (Mexique) de l'Américaine la plus drôle au Japon pour Kill Bill : Volume 1.
- 2004 : Online Film Critics Society Awards de la meilleure actrice pour Kill Bill : Volume 1.
- 2004 : Online Film & Television Association  de la meilleure actrice pour Kill Bill : Volume 1.
- 2004 : Satellite Awards du meilleur scénario partagée avec Quentin Tarantino pour Kill Bill : Volume 1.
- 2004 : Teen Choice Awards  de la meilleure actrice dans un drame pour Kill Bill : Volume 1.
- 2005 : Broadcast Film Critics Association Awards de la meilleure actrice pour Kill Bill : Volume 2.
- 2005 : Empire Awards de la meilleure actrice pour Kill Bill : Volume 2 (2004).
- 2005 : Golden Globes de la meilleure actrice dans un film dramatique pour Kill Bill : Volume 2.
- 2005 : International Cinephile Society Awards de la meilleure actrice dans un thriller pour Kill Bill : Volume 2.
- 2005 : MTV Movie Awards de la meilleure actrice dans un thriller pour Kill Bill : Volume 2.
- 2005 : Online Film Critics Society Awards de la meilleure actrice pour Kill Bill : Volume 2
- 2005 : People's Choice Awards : actrice de film d'action préféré.
- 2005 : Satellite Awards de la meilleure actrice pour Kill Bill : Volume 2.
- 2005 : Saturn Award de la meilleure actrice pour Kill Bill : Volume 2.
- 2007 : MTV Movie Awards du meilleur combat pour Ma super ex partagée avec Anna Faris.
- 2007 : People's Choice Awards de la meilleure actrice de film d'action.
- Women's Image Network Awards 2009 : meilleure actrice dans une mini-série ou un téléfilm pour My Zinc Bend
- 2012 : Primetime Emmy Awards de la meilleure actrice invitée dans une série télévisée dramatique pour Smash.
- 2014 : Bodil Awards de la meilleure actrice dans un second rôle pour Nymphomaniac.
- 2015 : Jupiter Awards de la meilleure actrice internationale pour Nymphomaniac.
- 2015 : Robert Festival de la meilleure actrice dans un second rôle pour Nymphomaniac.

## Voix francophones
En France, Juliette Degenne est la voix française la plus régulière d'Uma Thurman. Odile Cohen l'a doublée à neuf reprises. À ses débuts, l'actrice était doublée par Laurence Crouzet,,, qui l'a doublée à huit reprises. Séverine Morisot l'a également doublé à deux reprises.
Au Québec, l'actrice est majoritairement doublée par Nathalie Coupal.